# Metrostation Kŏn'guk
Die Metrostation Kŏn'guk (건국) bzw. Staatsgründung ist ein U-Bahnhof der Metro Pjöngjang. Sie wurde am 9. September 1978 in Betrieb genommen und wird von der Hyŏksin-Linie bedient. Die Station befindet sich an der Kreuzung Pulgun-/Rakwon-Straße gegenüber dem Bahnhof Pot’onggang im Pjöngjanger Stadtbezirk Pot’onggang-guyŏk (Pulgunkori-dong).
Bemerkenswert ist das 28 × 2,4 Meter große Mosaik mit dem Namen „Der Fluss Pothong-gang des Paradieses“.